# The Mother Instinct
Pour plus de détails, voir Fiche technique et Distribution.
The Mother Instinct est un film américain réalisé par Roy William Neill, sorti en 1917.

## Synopsis
La jeune Eleanor, traumatisée par la mort en mer de son père, est envoyée vivre chez sa tante à Paris. Des années plus tard, elle est devenue un mannequin à succès et elle reçoit la visite de sa sœur aînée Marie, venue à Paris cacher une grossesse illégitime. Lorsque leur mère arrive et croit que c'est Eleanor qui est la mère de l'enfant, cette dernière ne la contredit pas afin de permettre à Marie d'épouser Pierre Bondel, un pêcheur. Peu après le retour de Marie dans son village en Normandie, son frère Jean est accusé du meurtre de Raoul Bergere, des témoins l'ayant vu le menacer de mort pour avoir volé son bateau. Marie confesse alors que c'est elle la coupable, Raoul étant le père de son enfant. Pierre promet alors à Marie de prendre soin d'elle et de son enfant, et l'honneur d'Eleanor est rétabli.

## Fiche technique
- Titre original : The Mother Instinct
- Réalisation : Roy William Neill
- Scénario : Lambert Hillyer
- Société de production : Triangle Film Corporation
- Société de distribution : Triangle Distributing Corporation
- Pays de production :  États-Unis
- Langue originale : anglais
- Format : noir et blanc — 35 mm — 1,37:1 — Film muet
- Genre : drame
- Durée : 50 minutes - 5 bobines
- Date de sortie :
  - États-Unis : 15 juillet 1917
- Licence : domaine public

## Distribution
- Enid Bennett : Eleanor Coutierre
- Rowland V. Lee : Jacques
- Margery Wilson : Marie Coutierre
- Tod Burns : Pierre Bondel
- John Gilbert : Jean Coutierre
- Gertrude Claire : Mme Coutierre
- William Fairbanks : Raoul Bergere